# 谢尔霍恩
谢尔霍恩是德国石勒苏益格－荷尔斯泰因州的一个市镇。总面积10.54平方公里，总人口1604人，其中男性760人，女性844人（2011年12月31日），人口密度152人/平方公里。